# Stephen McHattie
Stephen McHattie Smith (Antigonish, Nueva Escocia; 3 de febrero de 1947) es un actor canadiense.

## Biografía
McHattie nació en Nueva Escocia, Canadá. Se graduó de la American Academy of Dramatic Arts. Ha aparecido en varias películas y series de televisión como Star Trek: Deep Space Nine, Star Trek: Enterprise, Highlander: The Series, y Life Under Water (1989). Sus roles incluyen 300, A History of Violence, La fuente de la vida, Secretary, Shoot 'Em Up, Life with Billy, One Dead Indian, Beverly Hills Cop III.
McHattie estuvo casado con la también actriz Meg Foster, pero luego se divorciaron, tienen un hijo. Está actualmente casado con Lisa Houle, y tienen tres hijos.

## Filmografía
| Año  | Título                                       | Personaje                    | Observaciones |
| ---- | -------------------------------------------- | ---------------------------- | ------------- |
| 1970 | The People Next Door                         | Artie Mason                  |               |
| 1971 | Von Richthofen and Brown                     | Werner Voss                  |               |
| 1975 | The Ultimate Warrior                         | Robert                       |               |
| 1976 | Moving Violation                             | Eddie Moore                  |               |
| 1978 | Tomorrow Never Comes                         | Frank                        |               |
| 1978 | Gray Lady Down                               | Murphy                       |               |
| 1982 | Death Valley                                 | Hal                          |               |
| 1984 | Best Revenge                                 | Brett                        |               |
| 1986 | Belizaire the Cajun                          | James Willoughby             |               |
| 1987 | Salvation! Have You Said Your Prayers Today? | Reverendo Edward Randall     |               |
| 1987 | Caribe                                       | Whitehale                    |               |
| 1988 | Sticky Fingers                               | Eddie                        |               |
| 1988 | Call Me                                      | Jellybean                    |               |
| 1989 | Bloodhounds of Broadway                      | Red Henry                    |               |
| 1989 | One Man Out                                  | Erik                         |               |
| 1993 | The Dark                                     | Gary 'Hunter' Henderson      |               |
| 1993 | Geronimo: An American Legend                 | Schoonover                   |               |
| 1994 | Beverly Hills Cop III                        | Steve Fulbright              |               |
| 1994 | Life with Billy                              | Billy Stafford               |               |
| 1994 | Art Deco Detective                           | Hyena                        |               |
| 1996 | My Friend Joe                                | Curt                         |               |
| 1997 | Pterodactyl Woman from Beverly Hills         | Dr. Egbert Drum              |               |
| 1998 | The Climb                                    | Jack McLaskin                |               |
| 1998 | BASEketball                                  | Narrador (voz)               |               |
| 2000 | The Highwayman                               | Frank Drake                  |               |
| 2002 | Secretary                                    | Burt Holloway                |               |
| 2003 | Twist                                        | El senador                   |               |
| 2005 | The Lazarus Child                            |                              |               |
| 2005 | A History of Violence                        | Leland                       |               |
| 2005 | The Rocket: The Legend of Rocket Richard     | Dick Irvin                   |               |
| 2006 | La fuente de la vida                         | Gran Inquisidor Silecio      |               |
| 2006 | The Covenant                                 | William Danvers III          |               |
| 2006 | 300                                          |                              |               |
| 2007 | KAW                                          | Clyde                        |               |
| 2007 | Poor Boy's Game                              | Tío Joe                      |               |
| 2007 | All Hat                                      | Earl Stanton                 |               |
| 2007 | Shoot 'Em Up                                 | Hammerson                    |               |
| 2008 | Pontypool                                    | Grant Mazzy                  |               |
| 2009 | You Might as Well Live                       | Fred Steinke                 |               |
| 2009 | Watchmen                                     | Hollis Mason / Búho Nocturno |               |
| 2009 | The Timekeeper                               | Fisk                         |               |
| 2009 | Summer's Blood                               | Gant Hoxey                   |               |
| 2009 | 2012                                         | Capitán Michaels             |               |
| 2010 | This Movie Is Broken                         | Bouncer                      |               |
| 2010 | Die                                          | Jonah Odessa                 |               |
| 2010 | Score: A Hockey Musical                      | Walt Acorn                   |               |
| 2010 | Red: Werewolf Hunter                         | Gabriel                      |               |
| 2011 | The Maiden Danced to Death                   | Ernie                        |               |
| 2011 | The Entitled                                 | Clifford Jones               |               |
| 2011 | Exit Humanity                                | Medic Johnson                | Posproducción |
| 2011 | Irvine Welsh's Ecstasy                       | Jim Buist                    |               |
| 2011 | Eddie                                        | Ronny                        | Posproducción |
| 2011 | Immortals                                    | Cassander                    |               |
| 2012 | The Tall Man                                 | Teniente Dodd                |               |
| 2012 | A Little Bit Zombie                          | Max                          |               |
| 2013 | The Art of the Steal                         | Ernie                        |               |
| 2013 | Torment                                      |                              |               |
| 2013 | Haunter                                      | El Hombre Pálido             |               |
| 2013 | Septic Man                                   | Mayor                        |               |
| 2014 | Hellmouth                                    | Charlie Baker                |               |
| 2019 | Come to Daddy                                | Gordon                       |               |
| 2020 | October Faction                              | Samuel Allen                 | Villano       |